# La Mola (Formentera)
La Mola de Formentera és un altiplà lleugerament inclinat de sud a nord, que té una extensió de 17,5 km², limitat per penya-segats, espadats de roques calcàries tortonianes elevades al Miocè superior, de fort pendent vertical en la línia de contacte entre la terra i la mar. Assoleix els 202 metres d'altitud. A la Mola s'hi troba la Talaia de Formentera, situada al vessant meridional de l'altiplà.
On comencen els penya-segats de la Mola, s'hi troba, entre es Ram i l'extrem oriental de la platja de Migjorn, el Caló des Mort.

## Coves a la Mola
Les coves de la Mola són cavitats o cavernes majoritàriament naturals i situades a la costa. S'hi troben:
- Avenc des Bosc d'en Botiga, caverna excavada dins marès (calcarenita quaternària). Al principi té un pou de 4 metres de desnivell seguit per una galeria de 23 metres.[7]
- Cova de s'Aigua d'en Pep Talaia, a la costa de migjorn.[8]
- Cova des Bacons, situada a 109 metres d'altitud. L'entrada té 18 metres d'amplària i 3 d'altura.[9]
- Cova de sa Baixada, situada a 90 metres d'altitud. És una cavitat de 14 x 6,50 x 2'5 metres.[10]
- Cova Bruta,[11] molt prop d'es Ram.[5]
- Cova de sa Mà Peluda està situada al vessant de mestral de la Mola.[12]
- Coves de s'Arena: cova de s'Arena de Dalt i cova de s'Arena de Baix, situades a la costa llevant de la Mola.[13]
- Cova des Fum.
- Cova Mala. Està situada a 30 metres d'altitud, en els penya-segats de migjorn de la Mola.[14]

## Accidentshidrogràfics: torrents
Un torrent és un corrent d'aigua de règim irregular que sovint només s'activa durant les precipitacions estacionals. És característic dels vessants de muntanya. S'hi troben:
- Torrent des Arbocers, neix al vessant sud-oest de l'altiplà.[16]
- Torrent de ses Bassetes, a la costa de migjorn.[17]
- Torrentó Blanc. Desemboca a la costa de migjorn.[18]
- Torrent d'en Gerra.[1]
- Torrent d'en Jai.[19]
- Torrent d'en Jaume Maians.[20]

## Puntes de la Mola
Una punta (cap o promontori) és un accident geogràfic format per una massa de terra que es projecta mar endins. Les puntes més important són:
- Punta de Llençó, ubicada als penya-segats del vessant nord-est.[22]
- Punta de s'Alfàbia, situada a la costa de migjorn.[23]
- Punta de sa Creu.[24]
- Punta Roja.[25]
- Punta de sa Ruda.[26]
- Punta de la Xindri.[27]